# 勤労青少年旅客運賃割引制度
勤労青少年旅客運賃割引制度（きんろうせいしょうねんりょかくわりびきせいど）とは、事業主に雇用されている一定の条件を満たす20歳未満の若者（勤労青少年）が帰省するためJR等の鉄道、航路および自動車線（バス）を乗車（船）する場合に、原則として年2回を限度にその旅客運賃を割り引く制度であった。なお、性別は関係なかった。
1966年（昭和41年）に開始されたが、勤労青少年の減少や交通手段の多様化によって利用者が減少したため、2011年3月31日限りで廃止された。
割引率は学割乗車券と同様、大人普通運賃より2割引であった。

## 対象者
以下3つの条件を満たす者が対象だった。
1. 労働基準法の適用があり、かつ、労働基準監督機関が監督権を有している事業または事務所（以下「事業所」という。）に雇用されている者
労働基準法の適用のない一般職国家公務員、家事労務のために雇用されている者（以下「家事使用人」という。）等や、適用はあるが労働基準監督機関が監督権を有しない一般職地方公務員等は該当しない。なお、家事使用人については都道府県労働局総務部企画室、勤労青少年ホーム等で取り扱っていた。
2. 年齢が15歳以上20歳未満である者
旅行期間中に20歳になる者は該当。
3. 就職に際して、住居を移転した者
地方公共団体が設置している勤労青少年ホームに登録している勤労青少年については、勤労青少年ホームで事務処理が行われることがあった。

年齢的は中学か高校を卒業後、親元を離れて新卒で民間企業に入社し、20歳になるまでの人が該当した。

## 対象旅行
以下3つの条件を満たす者。
1. 盆及び年末年始の帰郷旅行
2. 居住地最寄駅と帰郷先最寄駅との間を順路により鉄道等を利用して往復する旅行（往路と復路が異なる場合も可）
3. 片道の乗車（船）区間が、100kmを超える場合の旅行

民営航路は101km以上の旅行 
一部の民営航路については旅行が帰省目的に限られず、片道の旅行でも利用でき、また利用期間、利用駅および利用回数に制限はなかった。

## 対象乗車船券
往復乗車券、連続乗車券、2等乗船券
飛行機や高速バスは対象外であった。

## 有効期間
この制度による乗車券の有効期間は、距離に応じた通常の有効期間が適用されず、最低でも14日以上(一部航路は2日以上)だった。
勤労青少年旅客運賃割引証は盆用が第1種、年末年始が第2種となっていた。ただし民営航路には有効期間の制限はなかった。
- 第1種　7月10日から8月20日まで
- 第2種　11月20日から翌年1月25日まで

## 手続き
勤務先から発行される所定の書類を添え、労働基準監督署に提出して割引証の交付を受けた。